# 헬렌 필딩
헬렌 필딩(Helen Fielding, 1958년 2월 19일 ~ )은 영국의 소설가이다. 브리짓 존스라는 캐릭터를 창조한 것으로 잘 알려져 있다.

## 작품 목록
- 《설레브와의 사랑》 (1994)
- 《브리짓 존스의 일기》 (1996)
- 《브리짓 존스의 애인》 (1999)
- 《올리비아 줄스의 환상을 쫓는 모험》 (2003)
- 《브리짓 존스는 연하가 좋아》 (2013)